# 莫霍克谷

莫霍克谷中部的晕渲地形图

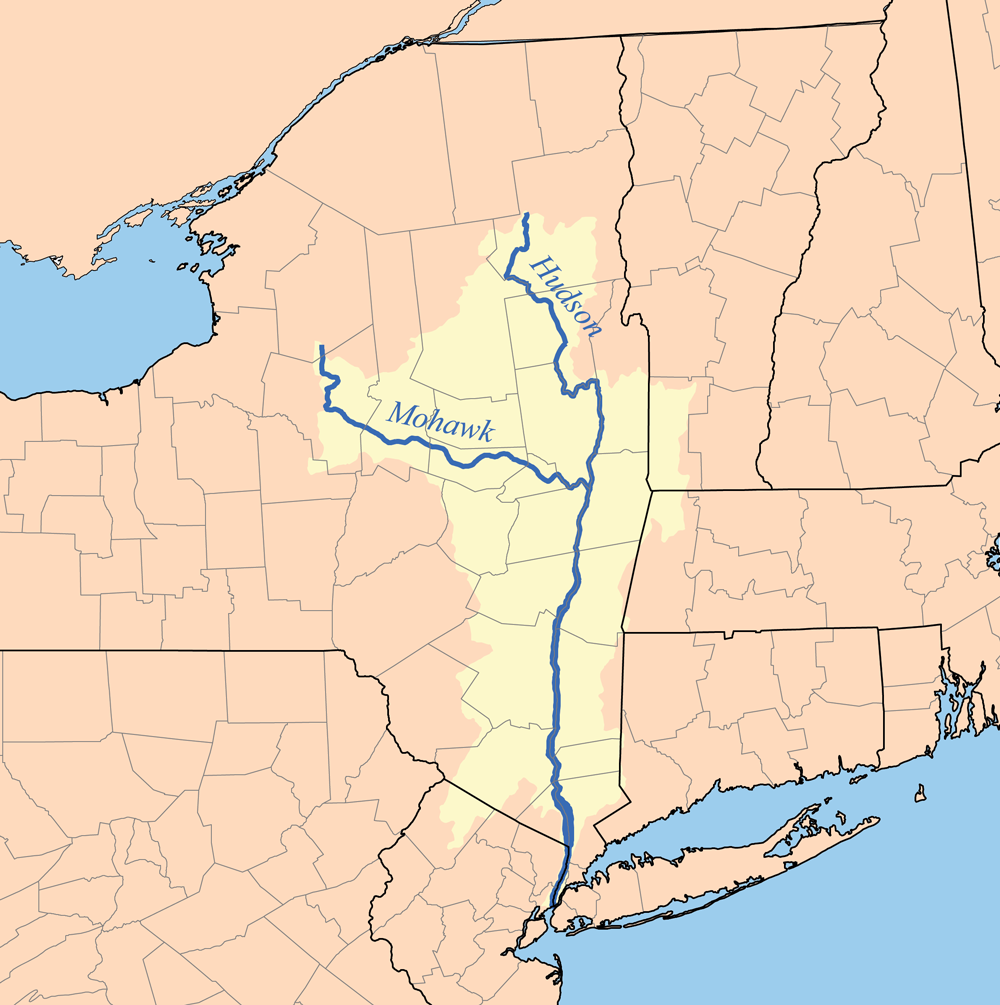
哈德遜河谷地形，莫霍克谷在上游左部

莫霍克谷（Mohawk Valley），位於美国纽约州的莫霍克河的周边区域，處于阿第倫達克山脈和卡茲奇山之间。
该地区连同该地区周围的属于斯克内克塔迪、尤蒂卡（Utica）和罗马（Rome）的工业城市与其他较小的商业中心、郊区和农村区域都属于乡村田园类地区。它们的占地面积为5882平方英里（约合15230平方公里）。
莫霍克谷是一个天然形成的峡谷，它连接着大西洋。曾经易洛魁联盟（一个美国本土居民组成的联盟）居住在该地区。但随着17世纪来自荷兰的移民、18世纪来自苏格兰与德国的移民定居在这里后，这里被改变了。在19世纪中叶，这里被快速地工业化。但在18世纪，莫霍克谷就已经是政治、军事、经济的中心，于是它吸引来了很多殖民者，比如菲力·斯凱勒、尼古拉斯·赫基默、威廉·约翰逊（William Johnson）。随着这里的发展，很多殖民者开始与易洛魁联盟进行交易，但这些交易直接引发了欧洲国家商业与军事上的竞争。这又直接导致了法国与印第安人之间的战争与美国革命。值得一提的是，美国革命中接近100场战争都发生在纽约州，比如奥里斯卡尼战役与保卫斯坦尼克斯堡战役。其中的一系列的袭击都在莫霍克谷发生。约翰·约翰逊便称这个山谷为“燃烧的山谷”。
经过莫霍克谷的伊利运河于1825年建成，它直接打通了美国东西方之间的第一个用于贸易的连接。

## 战略重要性
在法国与印度的战争中，莫霍克谷是首当其冲的战略据点。它为英国（英国在这场战争中是印度的盟友）提供了一个可以直接威胁到法国在美国的殖民地的走廊，而它又为法国提供了一个可以到达英国在北美的殖民地的心脏地区的走廊。此外，印度在战争的时候，本地居民（莫霍克族）的许多定居点都位于或靠近山谷。
在战争的开始阶段，英国在莫霍克谷的走廊的据点是安大略湖的奥斯威戈堡。但在一场短暂的围攻后，法国于1756年获得并摧毁了这里的炮台，最后莫霍克谷因法国提前开放。虽然法国人并没有直接利用这个据点进行攻击，但对一些易洛魁部落来说，它依然有着巨大的影响力。

## 莫霍克与莫霍克谷
早在一万多年前，莫霍克谷就有人居住了。其中就有阿尔冈琴人，他们称自己为莫霍克族。后来在1624年由于奥兰治堡的荷兰贸易站成立，他们便不得不搬迁。但那些人依然称自己为莫霍克族。关于莫霍克族的最早的有记录的历史是在1614年至1624至25年期间，这时的莫霍克族是印度在战争中的联盟。莫霍克地区的莫霍克族也称自己为“Kanien'keha'ka”。有些外国人称他们为“弗林特人民（People of the Flint）”有部分原因是因为一个关于强大的弗林特弓箭的故事。而传统的莫霍克人是用燧石作为模具制造火石。

## 各大城市及村庄
莫特格迈瑞郡地区（Montgomery County）
- 阿姆斯特丹（Amsterdam）
- 堪奈约翰里（Canajoharie）
- 方达（Fonda）
- 平原堡（Fort Plain）
- 富尔顿维尔（Fultonville）
- 尼尔斯顿（Nelliston）
- 帕拉丁桥（Palatine Bridge）
- 圣约翰森维基（St. Johnsville）

福尔顿郡地区（Fulton County）
- 格罗威尔斯威乐(Gloversville)
- 约翰斯顿(Johnstown)

赫客米尔郡地区（Herkimer County）
- 弗兰克福特(Frankfort)
- 赫客米尔(Herkimer)
- 里恩(llion)
- 利特尔福尔斯(Littlefalls)
- 莫霍克(Mohawk)

奥奈达郡地区（Oneida County）
- 谢里尔(Sherrill)
- 罗马(Rome)
- 尤蒂卡(Utica)

奥齐戈郡地区（Otsego County）
- 古柏（Cooperstown）
- 奥尼昂塔（Oneonta）

斯克内克塔迪郡地区（Schenectady County）
- 鹿特丹(Rotterdam)
- 斯克内克塔迪(Schenectady)

斯科哈里郡地区（Schoharie County）
- 米德尔堡（Middleburgh）
- 斯科哈里（Schoharie）
- 科布尔斯基尔（Cobleskill）